# Viva la Vida or Death and All His Friends

Målningen Friheten på barrikaderna av Eugène Delacroix används på skivans omslag

Viva la Vida or Death and All His Friends (ibland bara Viva la Vida) är det fjärde studioalbumet av det engelska alternativ rock-bandet Coldplay. Albumet släpptes den 11 juni 2008 i Japan, 12 juni 2008 i Storbritannien och den 17 juni 2008 i Nordamerika. 
Under maj 2008 släppte Coldplay två singlar från skivan: "Violet Hill" och "Viva la Vida", den senare blev bandets första låt att nå förstaplatsen på listorna i USA och Storbritannien. I slutet av augusti 2008 hade albumet sålt mer än 5 miljoner exemplar världen över, och hade varit det mest säljande i 36 länder. Det vann 2009 en Grammy i kategorin bästa rockalbum.
Albumet producerades av Brian Eno. Bandet valde att släppa singeln "Violet Hill" gratis på sin hemsida från den 29 april 2008. På bandets Myspace-sida fick man också lyssna gratis på albumet innan det släpptes.

## Låtlista
Samtliga låtar är skrivna av Berryman/Buckland/Champion/Martin om inget annat anges. Spår 5, 6, och 10 innehåller två separata låtar vardera; de senare två är dolda och listas inte på skivomslaget.
1. "Life in Technicolor" (Berryman/Buckland/Champion/Martin/Hopkins) – 2:29
2. "Cemeteries of London" – 3:21
3. "Lost!" – 3:55
4. "42" – 3:57
5. "Lovers in Japan/Reign of Love" – 6:51
6. "Yes" – 7:06
  - "Chinese Sleep Chant" (dolt spår)
7. "Viva la Vida" – 4:01
8. "Violet Hill" – 3:42
9. "Strawberry Swing" – 4:09
10. "Death and All His Friends" – 6:18
  - "The Escapist" (Berryman/Buckland/Champion/Martin/Hopkins) (dolt spår)